# Skotbu
Skotbu este o localitate din comuna Ski, provincia Akershus, Norvegia, cu o suprafață de 0,13 km² și o populație de 247 locuitori (2013).